# 蕭壠社
蕭壠社是西拉雅族四大社之一，位於漚汪溪（今將軍溪）、灣裡溪（今曾文溪）及臺江內海所圍成之西拉雅族居住地區──蕭壠半島內（今臺灣臺南市佳里區一帶）。目前保有較完整阿立祖信仰的後裔為佳里區北頭洋和東山區的吉貝耍等地:19。

## 名稱
「蕭壠」的西拉雅語含義據說是「契約之地」:18。在荷蘭東印度公司的文獻上，記作「Soelang(h)」、「Soulang(h)」、「Soelaenge」等拼法，而在清代的文獻中，則除了蕭壠之外還有「簫隴」、「霄壠」、「霄龍」、「召龍」、「歐王」（漚汪）等寫法:111:18。今主流的漢字寫法「蕭壠」則出自周鍾瑄的《諸羅縣志》:111:18。
蕭壠一名長期作為今佳里區一帶的地名，如蕭壠堡、蕭壠庄等等，直到1920年才改由取自「佳里興」的「佳里」二字取代，設置佳里庄（後改為佳里街）:114:24。

## 沿革
根據《巴達維亞城日記》記載，蕭壠社在1636年被荷蘭東印度公司征服:111:19。當時的蕭壠社人口約有200戶、2000人，是當時西拉雅四大社中最大的聚落:19。荷蘭東印度公司後來相傳曾授予蕭壠社120頭役牛以協助他們務農:19。他們的生活領域大約是現在的臺南市佳里區、將軍區和七股區一帶:111:19。而若是整個蕭壠社群，範圍則是八掌溪下游以南、曾文溪下游以北，除佳里、將軍、七股外還包含西港、北門、學甲等地:21。
明鄭時期開始有漢人到蕭壠社一帶開墾，一般多認為鄭軍鎮兵林可棟是當地漢人的開基祖:22。隨著漢人勢力的發展，蕭壠社民不是留下來逐漸漢化，便是遠走他鄉:77。
根據中華民國中研院民族所教授劉斌雄在1962年進行的調查，當時在佳里的北頭洋、公廨宅、三五甲、大埕、潭墘、番仔寮等角頭仍保有阿立祖信仰與公廨，但到了2010年代，只剩下北頭洋、番仔寮仍保有公廨:77。

## 相關地名
佳里區的廟後邱、三五甲、公廨宅、潭墘、北頭洋、番仔寮等地據說是蕭壠社昔日活動所留下的地名:19。而與蕭壠社的支社相關的地名則有佳里興（佳里區）、角帶圍（將軍區）、漚汪（將軍區）、史椰甲、篤加（七股區）、番仔塭（七股區）、番仔寮（麻豆區）、社內（下營區茅港尾）、社仔（官田區）、六雙（官田區）、吉貝耍（東山區）等等:19。

## 其他
- 佳里金唐殿的前身一說可能是蕭壠社的公廨[2]:25。